# Nubeculariella
Dendronina es un género de foraminífero bentónico de la subfamilia Colonammininae, de la familia Saccamminidae, de la superfamilia Saccamminoidea, del suborden Saccamminina y del orden Astrorhizida. Su especie tipo es Nubeculariella birulai. Su rango cronoestratigráfico abarca el Holoceno.

## Discusión
Clasificaciones previas hubiesen incluían Dendronina en la subfamilia Halyphyseminae, de la familia Rhabdamminidae, de la superfamilia Astrorhizoidea, así como en el suborden Textulariina del orden Textulariida.

## Clasificación
Dendronina incluye a las siguientes especies:
- Nubeculariella birulai